# Knaanique
Le terme de knaanique regroupe plusieurs langues et dialectes médiévaux de la famille des langues juives et slaves, au premier rang desquelles le judéo-tchèque, une langue éteinte parlée principalement du XIe au XIIIe siècle dans la Bohême-Moravie (dite Canaan de l’Ouest). Savoir dans quelle mesure il s’agit de langues à part entière, différentes de celles des populations environnantes, fait encore débat.

## Origine
Le mot knaanique dérive du nom biblique Canaan (כנען (Kənáʿan)) donné par les juifs eux-mêmes à la région slave qu’ils peuplaient, de même que la France, dès la même époque, est nommée Sarepta (צרפת (Tzarfat)). 
Cette région est située à l’est de l’Elbe (frontière avec les ashkénazes, à l’ouest), à l’emplacement actuel de la Tchéquie, mais aussi des parties sorabes de la Pologne et de la Lusace. 
Il existe aussi un Canaan de l’Est, qui représente un foyer culturel distinct, au sein de la Rus’ de Kiev.
Le choix du terme de Canaan appliqué à ces régions slaves est assez obscur. Benjamin de Tudèle avance plusieurs raisons assez peu convaincantes : 
- une référence au personnage de Canaan (particulièrement dans la Genèse, 9, 25 : « Maudit soit Canaan ! qu’il soit l’esclave des esclaves de ses frères ! »), qui s’expliquerait par le fait que les habitants de ces régions vendent leurs enfants comme esclaves ;
- une référence à la région de Canaan, les Slavons et Allemands étant alors censés descendre des Cananéens ayant fui devant Josué ;
- une comparaison des pays de Bohême et de Canaan sur la base de leur fertilité analogue[2].

## Identification

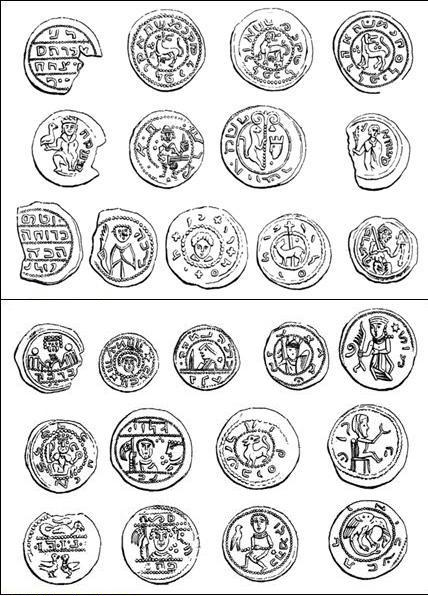
Monnaies frappées par des Juifs en Pologne

Un exemple précoce possible de knaanique est donné par une lettre du IXe siècle adressée à une communauté juive de Ruthénie. 
Plus communément admises comme knaaniques sont les inscriptions portées par des bractéates émises sous Mieszko III le Vieux et Lech le Blanc, des dirigeants polonais des XIIe et XIIIe siècle.

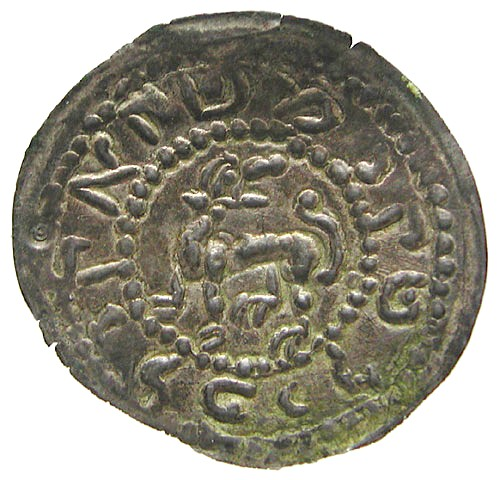
Bractéate à l’effigie de Miezco III.
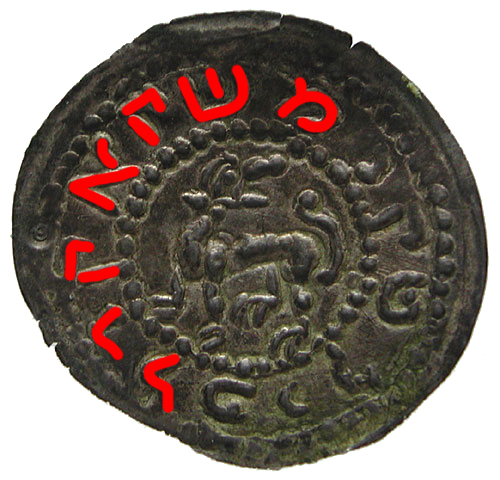
Le knaanique (hors nom propre) est mis en évidence.

| Inscription knaanique      | משקא קרל פלסק           |
| Transcription latine       | mškɔ krl plsk           |
| Interprétation en polonais | Mieszko, król Polski    |
| Traduction                 | Mieszko, roi de Pologne |

L’existence de ces pièces aux inscriptions hébraïques de langue knaanique est due à la mise en location aux juifs par les ducs polonais de l’hôtel des monnaies. 
Les inscriptions sur ces bractéates varient considérablement : certaines sont des noms hébreux, éventuellement ceux des maîtres des monnaies, d’autres les noms des ducs, ou encore du lieu où la monnaie était battue, comme Kalisz, lieu de décès et de sépulture de Mieszco le Vieux ; une pièce de la collection numismatique de la Banque nationale de Pologne porte le mot berakha, mot hébreu signifiant bénédiction.
D’autres textes judéo-tchèques nous sont parvenus, notamment avec les premières éditions des Itinéraires de Benjamin de Tudèle, le recueil de loi d’Isaac ben Moïse de Vienne (circa 1180 – 1250), originaire de Bohême ou les ouvrages d’Abraham ben Azriel.
Les dernières traces identifiables de knaanique, écrit en alphabet hébreu, datent du XVIe siècle.

## Diffusion et disparition
La langue knaanique a disparu au Bas Moyen Âge probablement en raison d’immigrations et de l’expansion de la culture ashkénaze avec sa langue judéo-germanique, le yiddish, dans lequel fusionne le knaanique. Cette hypothèse est soutenue par l’existence au sein du yiddish d’un grand nombre d’emprunts d’origines slaves, dont certains mots qui n’étaient plus en usage dans les langues slaves elles-mêmes au moment de l’expansion ashkénaze. Ils sont donc soupçonnés d’être des emprunts direct du knaanique, et non du tchèque, du sorabe ou du polonais.
Le linguiste Paul Wexler a émis l’hypothèse que le knaanique est le prédécesseur direct du yiddish, et que c’est lui qui se serait germanisé. Les locuteurs judéo-slaves seraient ainsi la principale source de modification du yiddish. Max Weinreich s’oppose à cette idée, et fait valoir que les emprunts slaves n’ont été assimilés qu’après que le yiddish s'est complètement formé, .